# El corb (poema)
El corb (títol original en anglès: The Raven) és un poema d'Edgar Allan Poe. Publicat per primera vegada el gener de 1845, el poema és sovint lloat per la musicalitat, el llenguatge estilitzat i l'atmosfera sobrenatural.
Narra la situació d'un amant desconsolat que rep la visita d'un misteriós corb parlant. L'amant, sovint identificat com un estudiant, lamenta la pèrdua del seu amor, Lenore. Assegut en un bust de Pal·les, el corb provoca l'enemistat de l'amant, que irritat va repetint constantment «Mai més». El poema fa servir referències populars, mitològiques, religioses i clàssiques.
El 1984 va ser traduït al català per Xavier Benguerel.

## El poema
Format per divuit estrofes de sis versos cada una (rimant els tres darrers amb el segon), presenta el poeta, en una nit d'oratge, meditant sobre «el text insòlit d'uns savis i arcaics papers» (a quaint and curious volume of forgotten lore), quan algú colpeja la finestra per entrar. El poeta intenta oblidar el record de l'estimada morta, Leonore, però el toc a la finestra li fa recordar-la, per bé que intenta dir-se que no és res (nothing more). En la setena estrofa, obre la finestra i entra a la cambra «un corb superb dels sants dies d'antany» (a stately Raven of the saintly days of yore), a qui el poeta s'adreça amb diferents preguntes —el seu origen, la mort, el destí de l'estimada—, i el Corb sempre respon «mai més» (Nevermore). La darrera estrofa, amb el temps del verb en present, acaba amb el Corb, immòbil sobre un bust de Pal·las i el poeta lamentant que «de l'ombra de la meva ànima, que hi tremola ara i adés,/ no es podrà aixecar - mai més!» (And my soul from out that shadow that lies floating on the floor/Shall be lifted - nevermore!).
Profunda al·legoria poètica sobre la mort i el seu abisme separador, és l'obra mestra de Poe, que ell mateix recità sovint, i exemple literari del romanticisme. Traduïda al francès per Charles Baudelaire, influí moltíssim en la seva pròpia obra i en gran part de la poesia simbolista posterior.

## Història de la publicació
Poe va portar «The Raven» per primera vegada al seu amic i antic empresari George Rex Graham de la revista Graham's Magazine a Filadèlfia. Graham el va rebutjar i va donar a Poe 15 dòlars per compassió. Poe després va vendre el poema a The American Review, que li va pagar 9 dòlars per ell, i va publicar «The Raven» a la revista de febrer de 1845 sota el pseudònim de «Quarles», una referència al poeta anglès Francis Quarles. Va parèxer per primera vegada amb el nom de Poe The Mirror del 29 de gener de 1845. Nathaniel Parker Willis, editor de The Mirror, el va presentar com «insuperable en la poesia anglesa per a una concepció subtil, un enginy magistral de versificació i un sosteniment coherent de l'elevació imaginativa… S'enganxarà a la memòria de tothom que el llegeixi». Després d'aquesta publicació, el poema va aparèixer en publicacions periòdiques d'arreu dels Estats Units.